# Marigny, Deux-Sèvres

Marigny este o comună în departamentul Deux-Sèvres, Franța. În 2009 avea o populație de 896 de locuitori.